# Лебеди (Белгородская область)
Лебеди — упразднённый рабочий посёлок в Губкинском районе Белгородской области России. В 1961 году включен в состав города Губкин. Название перенесено на Лебединский район города, микрорайон Новые Лебеди, садовое товарищество «Лебеди» и др.

## География
Расположен в северо-восточной части Белгородской области, по берегу реки Осколец.

## История
В XIX веке — село.
В 1950-х годах с началом строительства Лебединского железорудного карьера на месте села, лебединцы переехали на другую сторону Оскольца.
Посёлок городского типа с 1960 года. Включён в черту города Губкина в 1961 году.

## Инфраструктура
Лебединский ГОК, ЦКР «Лебединец».